# 원타임 (음악 그룹)
원타임(1TYM)은 YG 엔터테인먼트 (당시 양군기획)에서 킵식스와 지누션에 이어 본격적으로 기획해서 내놓은 세 번째 그룹으로 1998년에 데뷔하였다. 구성원은 리더 테디와 오진환, 송백경, 태빈 (Danny)으로 이루어져 있다. 2006년 멤버 오진환의 군입대로 휴식기에 들어갔으며 이 휴식은 오진환이 제대한 이후에도 이어졌다. 현재는 YG 엔터테인먼트의 메인 프로듀서인 테디의 활동이 홀로 두드러지고 있다. 1TYM은 One time for your mind의 약자이다.

## 역사
1997년 지누션의 성공적인 데뷔로 션은 자신의 의류 브랜드 Majah Flavah를 설립한다. 여기서 이름을 따, 양현석은 1998년 1월에 나온 지누션의 영어 앨범 "The Real"에, 그동안의 연습생들을 모아 M.F. Family를 결성하여 데뷔시키는데, 이것이 1TYM의 시초이다. M.F. Family는 7인조로, 현재의 1TYM 멤버들이 모두 소속되어 있다. 시간이 흘러 오용주, 보국, 명일이 YG 엔터테인먼트에서 빠지고 4인조로 재정비되어 1TYM이 결성되었다. 이들은 추가적인 트레이닝을 거쳐 1998년 11월 데뷔 앨범을 발표, 타이틀곡 1TYM으로 좋은 반응을 얻었다. 이들은 그 다음 해에 나온 YG 패밀리 앨범에도 참여하여 계속적으로 활동을 이어나갔다. 이 인기는 2집에서도 이어져 테디가 작사, 작곡한 One Love와 쾌지나 칭칭이 음악 프로에서 1위를 차지하며 1집 이상으로 많은 인기를 얻었다.
3집에서는 그전까지 페리의 영향에 있었던 것을 벗어나기 위해 테디가 대부분의 곡을 프로듀싱 및 작사를 하게 되었다. 그러나 3집부터는 미국 영주권자 관련 법률이 강화되어 미국 영주권을 가진 연예인들의 활동이 제한을 받으면서, 미국 영주권자였던 테디로 인해 두 달밖에 활동을 못하는 안타까운 상황에 직면하게 되었다. 이로 인해 그들은 어머니, Nasty 두 곡으로 활동한 후, Make It Last를 뮤직비디오만으로 활동하고 3집 활동을 마무리지었다. 이 문제는 4집에 와서도 이어졌으므로, 양현석은 여러 고민 끝에 첫 타이틀곡으로 대니의 솔로곡인 Without You를 통해 먼저 1TYM의 4집을 홍보하는 전략을 세웠다. 이 솔로 활동은 후에 대니가 태빈이란 이름으로 솔로 앨범을 발매하는 기반이 되었다. 다음 해 1월 HOT뜨거로 본격적으로 그룹 활동을 시작했다. HOT뜨거는 여러 음악 프로에서 1위를 차지하며 2004년 1~2월에 선풍적인 인기를 얻었다.
2005년 11월 5집을 발표한 1TYM은 역시 2개월의 홍보 기간이 주어졌으며, 2006년 1월 5집 활동을 마무리하였다. 이 시기에 맞춰 오진환은 군에 입대했으며, 1TYM은 잠정적으로 활동을 중단했다. 이후 테디와 대니는 각자의 솔로 앨범 준비를, 송백경은 무가당을 결성하여 활동 중이다. 활동 중단한 지 8개월이 지난 2006년 8월에는 YG 10주년 공연 무대에 테디가 빠진 세 명이서 오랜만에 활동을 하기도 했으며, 앞으로도 이런 좋은 공연 기회가 있으면 모습을 보이겠다고 밝혔다.

### 근황
현재 1TYM 멤버들은 모두 제대를 한 상태이나 1TYM 활동은 시작하지 않고 있다. 멤버들의 근황은 다음과 같다.
- 테디는 계속해서 작곡을 하면서 YG의 메인 프로듀서 중 하나로 자리 잡고 있다.
- 오진환은 현재 서울 신사동 일식 카레집 '아비꼬'를 운영하고 있다. '아비꼬'는 역시 원타임의 멤버인 송백경과 함께 개업한 것이다.[2]
- 송백경은 1TYM 활동 중단 이후 그룹 무가당을 조직하여 활동한 바 있다. 2011년 기준으로 송백경은 '코로나이즈 (Colonize)'라는 의류 브랜드를 론칭하여 운영하고 있기도 하다.[3] 이 브랜드는 한때 밴쿠버에서 시작된 의류브랜드 "WrongWorks"를 카피했다는 의혹이 제기되어 이슈가 된 바 있다. 음악 쪽으로는 2NE1의 I Don't Care 리믹스를 제작하였었으며 2012년에 이규호의 싱글에 랩 피쳐링을 하였다.
- Danny는 사내에서 솔로 앨범 얘기가 나왔으나 2010년 YG를 통해 "2010년에는 나오지 않을 것"이라고 확인되었다. 이후 그는 YG 재능개발부의 일원으로 신인 교육에 주력하였으며, 2012년 9월부터 엠넷 아메리카의 프로그램 Danny from LA를 진행 중이다.[4]

2012년 9월 Danny는 인터뷰에서 "1TYM은 현재 무언가를 계획 중이지는 않으나 해체한 것은 아니므로 재결합도 불가능한 것은 아니다"라고 밝혀, 재결합의 여지를 약간이나마 남겨두었다.

## 이전 구성원
| 이름   | 소개 |
| ------ | --- |
| 테디   | - 본명 : 박홍준 (朴洪俊) - 생년월일 : 1978년 9월 14일(46세) - 출생지 : 대한민국 서울특별시 강남구 대치동 - 학력 : 명지대학교 영어영문학과 - 활동기간 : 1998년 ~ 2006년 |
| 오진환 | - 이름 : 오진환 (吳溱桓) - 생년월일 : 1978년 7월 6일(47세) - 출생지 : 대한민국 서울특별시 - 학력 : 선문대학교 경영학부 - 활동기간 : 1998년 ~ 2006년                    |
| 송백경 | - 이름 : 송백경 (宋柏京) - 생년월일 : 1979년 4월 12일(46세) - 출생지 : 대한민국 서울특별시 - 학력 : 경희대학교 포스트모던학과 중퇴 - 활동기간 : 1998년 ~ 2006년        |
| 태빈   | - 본명 : 임태빈 (任太斌) - 생년월일 : 1980년 5월 6일(45세) - 출생지 : 미국 캘리포니아주 로스엔젤레스 - 학력 : Diamondbar High School 졸업 - 활동기간 : 1998년 ~ 2006년 |

## 디스코그래피

### 정규 음반
| 번호 | 앨범 정보                                                | 트랙 리스트 |
| ---- | -------------------------------------------------------- | --- |
| 1집  | 《One Time for Your Mind》 - 발매일 : 1998년 11월 15일   | 1. 1TYM뮤직비디오 2. 널 일으켜 3. 탈출 4. Good Love뮤직비디오 5. Falling In Love 6. 뭘 위한 세상인가 7. My Life 8. Heaven 9. 나를 기다려 10. 널 버리지마 |
| 2집  | 《2nd RoUnd》 - 발매일 : 2000년 4월 21일                 | 1. 악 2. 흑과 백 3. Ready Or Not Yo! 4. 쾌지나 칭칭 5. 구제불능 6. One Love뮤직비디오 7. 21세기란게 뭐야 8. 1tymillenium 9. 향해가 10. 너와 나 우리 영원히 또 하나! 11. Ready Or Not Yo! |
| 3집  | 《Third Time Fo Yo' Mind!!》 - 발매일 : 2001년 12월 13일 | 1. Nasty뮤직비디오 2. Hello!? 3. 우와! 4. Make It Last뮤직비디오 5. 어젯밤 이야기 6. Hip-Hop Kids 7. 어머니뮤직비디오 8. Bus 9. Sucka Busta 10. (Hidden Track) |
| 4집  | 《Once N 4 All》 - 발매일 : 2003년 11월 26일             | 1. Freeflow 2. Uh-Oh! 3. 떠나자 4. HOT뜨거뮤직비디오 5. Without You뮤직비디오 6. Cry뮤직비디오 7. Danny's Interlude 8. Everyday And Night 9. Kiss Me 10. It`s Over 11. Teddy's Interlude 12. OK (Feat.Lexy, Perry) 13. Put'Em Up (Teddy Solo) |
| 5집  | 《One Way》 - 발매일 : 2005년 11월 1일                   | 1. One Way (Intro) 2. 니가 날 알어?뮤직비디오 3. 어쩔 겁니까? 4. 몇 번이나뮤직비디오 5. The Instruction (Interlude) 6. 위험해 7. Summer Night (Feat.이영현 Of 빅마마) 8. Can't Let U Go 9. Take It Slow (태빈 Solo) 10. Supa Funk (송백경 Solo) 11. Get Them Hands Up 12. How It Go 13. Outro (Hippy To Da Hoopa) 14. 어쩔 겁니까? (YG Remix) 15. 니가 날 알어? (Inst.) |

## 관련 활동

### 태빈
1TYM의 4집 활동을 끝마친 6월 Danny는 자신의 본명인 태빈이란 이름으로 첫 솔로 앨범을 냈다. 타이틀곡은 내가 눈을 감는 이유였으며, 앨범에는 1TYM과 함께 한 서로가 서로를 이란 트랙도 실려있다. 자신의 랩을 배제하고 R&B 곡으로 채워져 있는 이 앨범에는 보너스 트랙으로 1TYM 2집 타이틀곡이었던 One Love의 어쿠스틱 버전과 4집 솔로곡이었던 Without You도 실려 있다.

### 무가당
1TYM의 활동이 잠정 중단된 후 송백경은 자체적으로 무가당이란 그룹을 결성하였다. 멤버로는 송백경 외에 과거 스위티의 멤버로 활동하였던 이은주, 바운스의 멤버였던 김우근과 Soul Food의 멤버였으며 VJ 및 연기자 등으로도 활동했던 Prhyme이 있다. 이들은 노세 놀아보세 로 2006년 8월에 데뷔하였으며, 다음해 7월에 후속곡 오에오를 발표하였다. 이들은 YG에서 최초로 디지털 싱글을 발표한 그룹이기도 하다.

## 수상 경력
- 1998년 SBS 가요대전 신인상, 본상
- 1998년 일간스포츠 주최 골든디스크 신인상
- 1998년 KMTV 가요대전 최우수 힙합 가수상
- 2000년 SBS 가요대전 힙합 부문상

### 가요 프로그램 1위
| 연도   | 수상 내역 |
| ------ | --- |
| 1999년 | - 1TYM - 1월 24일 SBS 《인기가요》 1위 - 2월 7일 SBS 《인기가요》 1위 - 2월 14일 SBS 《인기가요》1위 (통산 3주)                                                                                               |
| 2000년 | - One Love - 6월 4일 SBS 《인기가요》 1위 - 쾌지나 칭칭 - 7월 22일 MBC 《음악캠프》 1위 - 7월 29일 MBC 《음악캠프》 1위 - 8월 5일 MBC 《음악캠프》 1위 (3주 연속) (King of the Camp)                          |
| 2004년 | - Hot 뜨거 - 2월 1일 SBS 《인기가요》 뮤티즌송 - 2월 8일 SBS 《인기가요》 뮤티즌송 - 2월 14일 MBC 《음악캠프》 1위 - 2월 21일 MBC 《음악캠프》 1위 (2주 연속) - 2월 22일 SBS 《인기가요》 뮤티즌송 (통산 3주) |

## 비판
1TYM은 3집까지는 각자 작사를 하는 방식 대신 멤버 중 한 사람이 가사를 써주는 식으로 작사를 해왔다. 1, 2집 동안에는 한글이 서투른 Teddy를 대신해 송백경이 대부분의 가사를 적었으며, 3집에서는 Teddy가 대부분을 맡는 식이었다. 이로 인해 래퍼가 스스로의 가사를 쓰지 않는 것에 대한 비판이 3집까지 계속 있어왔다. 4집부터는 각자의 가사를 각자가 적기 시작했는데, 이번에는 실력차가 문제가 되었다. 특히 이 문제에서는 오진환이 가장 뒤떨어진다는 비난이 뒤따랐다.
한편 3집에서 처음으로 Perry의 전체 프로듀싱에서 벗어나 Teddy가 프로듀싱을 담당했을 때, 사운드의 빈약함을 지적하는 사람들이 많았고, 이는 힙합플레이야 2001년 시상식에서 "국내 최악의 앨범"에 꼽히는 불명예를 낳았다. 하지만 현재는 Teddy의 프로듀싱을 인정하는 사람들이 많아졌고, 또다른 멤버인 송백경의 프로듀싱 실력 역시 휘성 2집 때부터 호감을 표시하는 사람들이 많은 상태이다.